# The Prayer
"The Prayer" là ca khúc do ca sĩ người Canada Celine Dion và danh ca người Ý Andrea Bocelli thể hiện. Ca khúc được viết lời bởi David Foster, Carole Bayer Sager, Alberto Testa và Tony Renis. "The Prayer" ban đầu được thu âm thành hai phiên bản solo cho bộ phim Quest for Camelot năm 1998, một bằng tiếng Anh của Dion và một bằng tiếng Ý của Bocelli. Một bản song ca giữa Dion và Bocelli sau đó đã xuất hiện trong các album phòng thu của họ, These Are Special Times (1998) và Sogno (1999), và được phát hành dưới dạng đĩa đơn quảng cáo vào ngày 1 tháng 3 năm 1999.
"The Prayer" đã giành giải Quả cầu vàng cho ca khúc trong phim hay nhất, cũng như được đề cử Giải Oscar cho ca khúc trong phim hay nhất (1999). Ca khúc nhận được đánh giá tích cực từ các nhà phê bình âm nhạc, từng nằm trong các bảng xếp hạng adult contemporary ở Canada và Hoa Kỳ vào năm 1999.
Năm 2008, Dion phát hành phiên bản song ca trực tiếp với Josh Groban. Bản nhạc sau đó được xếp hạng 37 trong Canadian Hot 100 và vị trí 70 trong Billboard Hot 100.

## Lịch sử
Ban đầu, "The Prayer" được thu âm thành hai phiên bản solo riêng biệt, của Dion bằng tiếng Anh và của Bocelli bằng tiếng Ý. Cả hai xuất hiện trong nhạc phim Quest for Camelot vào tháng 5 năm 1998. Bản song ca đã được cả hai nghệ sĩ đưa vào album, phát hành vài tháng sau trên Sogno và These Are Special Times. Bocelli hát nguyên bản tiếng Ý, còn Dion thì dịch sang tiếng Anh. Bài hát đã giành giải Quả cầu vàng cho ca khúc trong phim hay nhất năm 1998.
Ca khúc cũng được giới thiệu trong bộ sưu tập của Dion - The Collector's Series, Volume One (2000) và các bản hit My Love: Ultimate Essential Collection (2008). Một phiên bản solo được thu âm lại của Celine Dion (đổi tên thành "A Mother's Prayer") xuất hiện trong album Miracle năm 2004 của bà. Dion đã biểu diễn "The Prayer" trong chuyến lưu diễn Taking Chances Tour cùng với Bocelli; buổi biểu diễn đã được phát hành thành đĩa CD / DVD Taking Chances World Tour: The Concert. Bài hát cũng xuất hiện trong bộ sưu tập năm 2007 của Bocelli - The Best of Andrea Bocelli: Vivere. Dion đã cùng Bocelli biểu diễn ca khúc trong buổi hòa nhạc Concerto: One Night in Central Park vào năm 2011; buổi biểu diễn sau đó đã được phát hành trên CD và DVD. Cả Dion và Bocelli đều đã biểu diễn ca khúc cùng với các ca sĩ khác, và nhiều nghệ sĩ khác đã thu âm bài hát dưới hình thức song ca hoặc solo.
Phiên bản gốc của "The Prayer" không lọt vào bảng xếp hạng Billboard Hot 100 của Hoa Kỳ, nhưng lại đạt vị trí thứ 6 và vị trí thứ 22 trên bảng xếp hạng adult contemporary ở Canada và Hoa Kỳ. Ca khúc cũng trở nên phổ biến trong các dịp lễ Giáng sinh, đám cưới, đám tang và các dịch vụ tôn giáo.

## Đánh giá
Paul Verna của Billboard đánh giá ca khúc là một "bản song ca tuyệt đẹp". Chuck Taylor nhận xét "The Prayer" là "một ca khúc đầy hấp dẫn và tươi mới". Tuy cho rằng đây là "một bài hát không chính thống để phát trên đài phát thanh", Taylor đã sử dụng các tính từ như "đầy xúc cảm", "ấm áp", "hoàn toàn tinh tế" để mô tả bài hát, rằng đây là "một trong những màn trình diễn rạng rỡ nhất từ trước đến nay của Dion".

## Album
Đĩa đơn CD quảng cáo của Hoa Kỳ
1. "The Prayer" (Celine Dion và Andrea Bocelli) – 4:29
2. "The Prayer" (Celine Dion) – 2:48
3. "The Prayer" (Andrea Bocelli) – 4:10

## Đóng góp
- Celine Dion và Andrea Bocelli – giọng ca chính
- David Foster – nhà soạn nhạc, keyboard, piano, nhà sản xuất
- William Ross – người dàn dựng
- Humberto Gatica – thiết kế, hòa trộn âm thanh
- Felipe Elgueta – thiết kế, lập trình

## Bảng xếp hạng
| Xếp hạng (1999–2020)                   | Vị trí cao nhất |
| -------------------------------------- | --------------- |
| Bỉ (Ultratop Airplay Flanders)         | 162             |
| Bỉ (Ultratop Airplay Wallonia)         | 34              |
| Canada Adult Contemporary (RPM)        | 6               |
| Scotland (OCC)                         | 62              |
| Thụy Điển (Sverigetopplistan)          | 54              |
| Quebec (ADISQ)                         | 18              |
| Anh Quốc Download (OCC)                | 67              |
| Hoa Kỳ Adult Contemporary (Billboard)  | 22              |
| US Classical Digital Songs (Billboard) | 1               |

| Xếp hạng (1999)                 | Vị trí |
| ------------------------------- | ------ |
| Canada Adult Contemporary (RPM) | 48     |

## Phiên bản của Celine Dion và Josh Groban
Celine Dion lần đầu tiên biểu diễn trực tiếp "The Prayer" với Josh Groban vào năm 1999, khi Groban mới 17 tuổi, được gọi để thay thế Andrea Bocelli tại buổi diễn tập cho Lễ trao giải Grammy thường niên lần thứ 41. Chín năm sau, cả hai biểu diễn ca khúc trong chương trình truyền hình đặc biệt That's Just the Woman in Me trên kênh truyền hình CBS, phát sóng vào ngày 15 tháng 2 năm 2008. Nội dung biểu diễn đã được phát hành dưới dạng tải xuống ở Hoa Kỳ và Canada hai ngày trước đó. Phiên bản này được ghi nhận đạt thành công cao hơn so với bản gốc, lọt vào Billboard Hot 100 ở vị trí thứ 70. Ca khúc cũng xuất hiện trên một số bảng xếp hạng Billboard khác: Pop 100 ở vị trí thứ 50, Hot Digital Songs ở vị trí thứ 32 và Hot Digital Tracks ở vị trí thứ 29. Đĩa đơn đã bán được 37.531 bản trong tuần đầu tiên ra mắt tại Mỹ. Tại Canada, bài hát đạt vị trí thứ 37 trên Canadian Hot 100 và vị trí thứ 19 trên Canadian Top Digital Downloads.

### Bảng xếp hạng
| Xếp hạng (2008)           | Vị trí cao nhất |
| ------------------------- | --------------- |
| Canada (Canadian Hot 100) | 37              |
| Hoa Kỳ Billboard Hot 100  | 70              |
| US Pop 100 (Billboard)    | 50              |

## Phiên bản của Anthony Callea
Callea lần đầu trình diễn ca khúc trong Australian Idol 2004. Phần trình diễn của anh đã nhận được sự hoan nghênh nhiệt liệt và bình chọn "Grand Royal Touchdown" từ giám khảo Mark Holden. Anh sau đó trở thành á quân trong cuộc thi năm đó.
Sau khi kết thúc chương trình, Callea ký hợp đồng với Sony BMG và phát hành "The Prayer" với vai trò đĩa đơn đầu tay của mình.
Ca khúc được phát hành tại Úc vào ngày 19 tháng 12 năm 2004 và đứng vị trí số 1 trên Bảng xếp hạng ARIA Charts. Bài hát giữ vị trí đó trong năm tuần, trở thành đĩa đơn bán chạy nhất của các nghệ sĩ Úc và là đĩa đơn bán chạy thứ hai ở Úc trong vòng những năm 2000. Bài hát được đưa vào album đầu tay Anthony Callea của Callea. Video âm nhạc bao gồm các đoạn trích của Callea thu âm bài hát và được phát hành vào năm 2004.
Callea đã biểu diễn "The Prayer" tại nhiều buổi hòa nhạc và các chương trình Carols by Candlelight ở Melbourne. Năm 2006, anh biểu diễn ca khúc trước Nữ hoàng Elizabeth II tại buổi lễ của Khối thịnh vượng chung. Anh cũng biểu diễn song ca với Tina Arena trong CD / DVD Symphony of Life của cô, phát hành năm 2012.

### Album
Đĩa đơn Australian CD
1. "The Prayer" – 4:16
2. "The Prayer" (Sterling Remix) – 4:03

### Bảng xếp hạng

#### Hàng tuần
| 2004      | Vị trí cao nhất |
| --------- | --------------- |
| Úc (ARIA) | 1               |

#### Hàng năm
| 2004             | Vị trí |
| ---------------- | ------ |
| Australia (ARIA) | 82     |

| 2005             | Vị trí |
| ---------------- | ------ |
| Australia (ARIA) | 1      |

#### Thập niên
| 2000–09          | Vị trí |
| ---------------- | ------ |
| Australia (ARIA) | 2      |

### Chứng nhận
| Quốc gia                                  | Chứng nhận  | Số đơn vị/doanh số chứng nhận |
| ----------------------------------------- | ----------- | ----------------------------- |
| Úc (ARIA)                                 | 4× Platinum | 280.000^                      |
| ^ Chứng nhận dựa theo doanh số nhập hàng. |             |                               |

## Các phiên bản khác
Jamie Rivera và Robert Sena biểu diễn phiên bản tiếng Philippines của ca khúc mang tên "Ang Aking Dasal" trong nhạc phim của bộ phim truyền hình tôn giáo-gia đình Philippines năm 2000 Tanging Yaman.
Ca khúc "The Prayer" từng được danh ca Tuấn Ngọc và em gái là Khánh Hà biểu diễn trong chương trình Paris by Night của Trung tâm Thúy Nga.